# Wohnhaus Lieths Sand 3a
Das Wohnhaus Lieths Sand 3a mit Garten in Dötlingen stammt aus dem frühen 20. Jahrhundert.

Aktuell (2023) wird es als Wohnhaus genutzt.
Gebäude und Garten stehen unter Denkmalschutz (siehe auch Liste der Baudenkmale in Dötlingen).

## Beschreibung
Das eingeschossige verputzte massive Gebäude von 1912 war ein ehemaliges Landhaus, dass in Abschnitten zum Wohnhaus ausgebaut und ergänzt wurde und östlich eine Garage erhielt. Der Baukomplex besteht aus
- dem rechten traufständigen Gebäude erbaut 1912 als „Lusthaus“ (Landhaus) mit Walmdach und zwei Oculi mit Lisenengliederung, von und für den Architekten W. A. Klatte aus Bremen,
- dem mittigen traufständigen Zwischentrakt mit Satteldach, zunächst als Küchenanbau von 1913 und
- dem linken giebelständiger Bau von 1934 unter Krüppelwalmdach mit Wohnung und Atelier für den Maler Karl Dehmann (1886–1974), der seit 1920 in Dötlingen wohnte in der Nähe des Malers August Kaufhold bei der Künstlerkolonie Dötlingen, und der 1939 mit seiner lettischen und jüdischen Frau in die USA floh.[2]

Südlich des Hauses entstand ab 1912 eine aufwändige  gestaltete Gartenanlage nach barockem Vorbild und unter Einbeziehung des umgebenden Waldes. Vor dem Landhaus ein Kiesplatz mit einem Tor, von zwei steinernen Obelisken flankiert. Von hier führt als Hauptachse eine 250 Meter lange gerade Buchen-Allee nach Süden über den Goldbergsweg bis fast zur Hunte.

In der Mitte des Gartens ein von Hecken eingefasstes Rondell mit vier Bänken und zentraler Sonnenuhr auf Sockel. Östlich und westlich stehen hier offene Holzpavillons mit Walmdächern. Am Ende der östlichen Querachse steht ein  Gartenhäuschen in Fachwerk mit Steinausfachungen und mit Walmdach mit jüngerem Wintergartenanbau.
Das Landesdenkmalamt befand: „…  geschichtliche Bedeutung … als beispielhafte Anlage eines später erweiterten Landhauses mit Garten … nach barockem Vorbild …“